# Бон
Вижте пояснителната страница за други значения на Бон.
Бон (нем. Bonn) е град в Германия на брега на река Рейн в провинция Северен Рейн-Вестфалия. От 1949 до 1990 г. е столица на Западна Германия, а след обединението с ГДР е седалище на правителството до 1999 г., когато столица на обединена Германия отново става Берлин. Градът е родно място на композитора Бетховен. Населението му е 324 899 към 31 декември 2010 г. Той е 18-ият по големина град в Германия. Площта му е 141,22 км², а гъстотата на населението – 2301 д/км².

## Събития
През 1989 г. градът чества своята 2000-годишнина.

## Кметове
- Списък на кметовете на Бон

## Международни отношения

### Партньорски градове[2][3]
- Авейро, Португалия
- Оксфорд, Англия от 1947
- Тел Авив, Израел от 1983
- Потсдам, Германия от 1988
- Будапеща от 1991, но с Будафок днес квартал на Будапеща от 1950, Унгария
- Ополе, Полша[4] от 1997 (контактите датират от 1954)
- Сен Клу, Франция от 1957
- Фраскати, Италия от 1960
- Уиндзор, Англия от 1960
- Кортрейк, Белгия от 1964
- Ялова, Турция от 1991
- Миркур, Франция
- Вилмомбъл, Франция
- Минск, Беларус[5] от 1993

### Проект за партньорски градове[6]
- Ла Пас, Боливия
- Бухара, Узбекистан

## Известни личности
Родени в Бон
- Лудвиг ван Бетховен (1770 – 1827), композитор

Починали в Бон
- Хайнрих Кайзер (1853 – 1940), физик
- Роберт Шуман (1810 – 1856), композитор